# Notholoba sehausi
Notholoba sehausi är en fjärilsart som beskrevs av W. Warren 1908. Notholoba sehausi ingår i släktet Notholoba och familjen mätare. Inga underarter finns listade i Catalogue of Life.